# Kumlienska huset (kvarteret Brunkhuvudet)

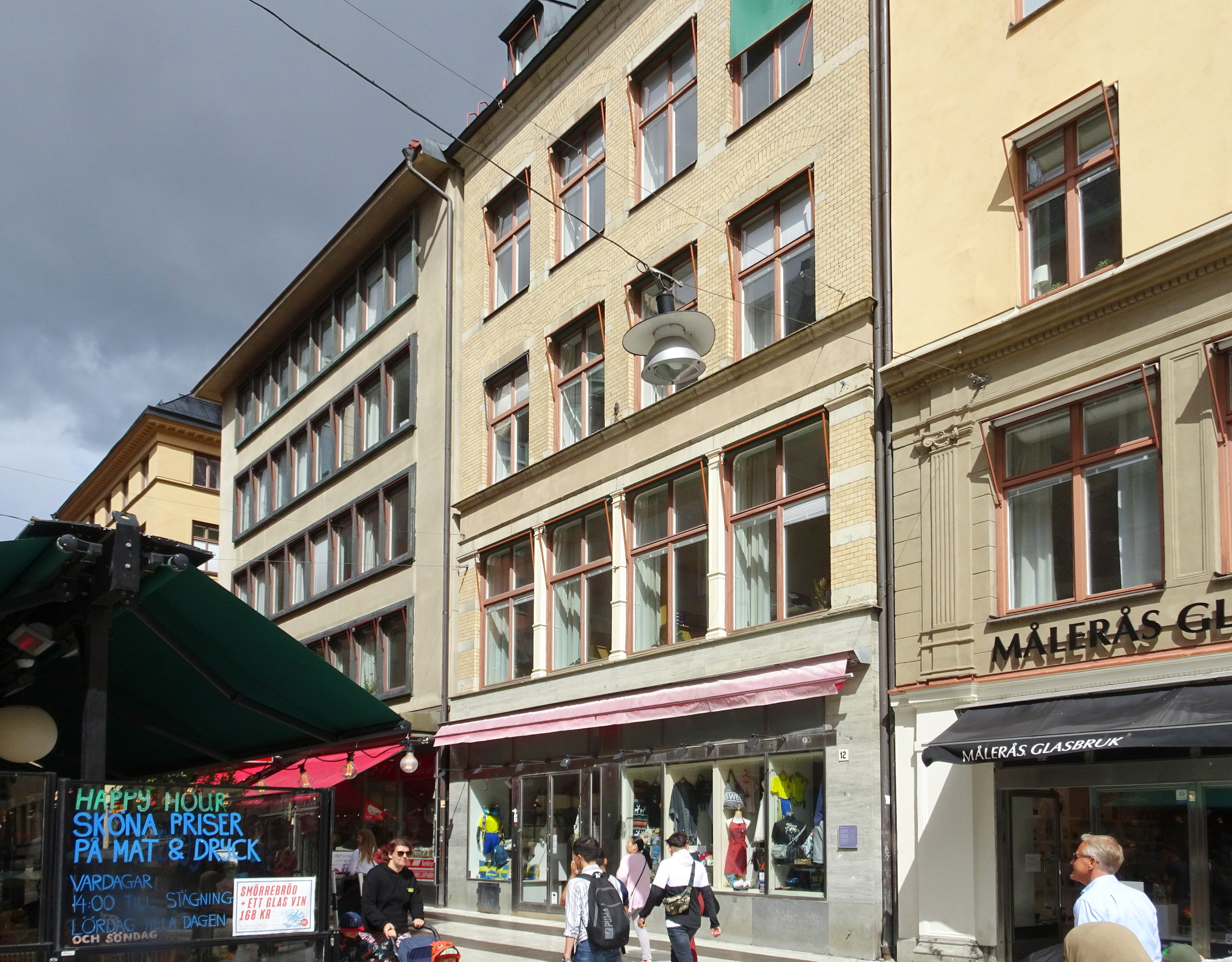
Drottninggatan 12, Kumliens hus, 2020.

Kumlienska huset (även Kumliens hus) kallas en byggnad i kvarteret Brunkhuvudet vid Drottninggatan 12 på nedre Norrmalm i Stockholm. Det byggdes 1892 som ett för tiden modernt cityhus avsett för kontor och butiker. Byggnaden är grönmärkt av Stadsmuseet i Stockholm, vilket innebär att den anses vara ”särskilt värdefull från historisk, kulturhistorisk, miljömässig eller konstnärlig synpunkt”.

## Historik

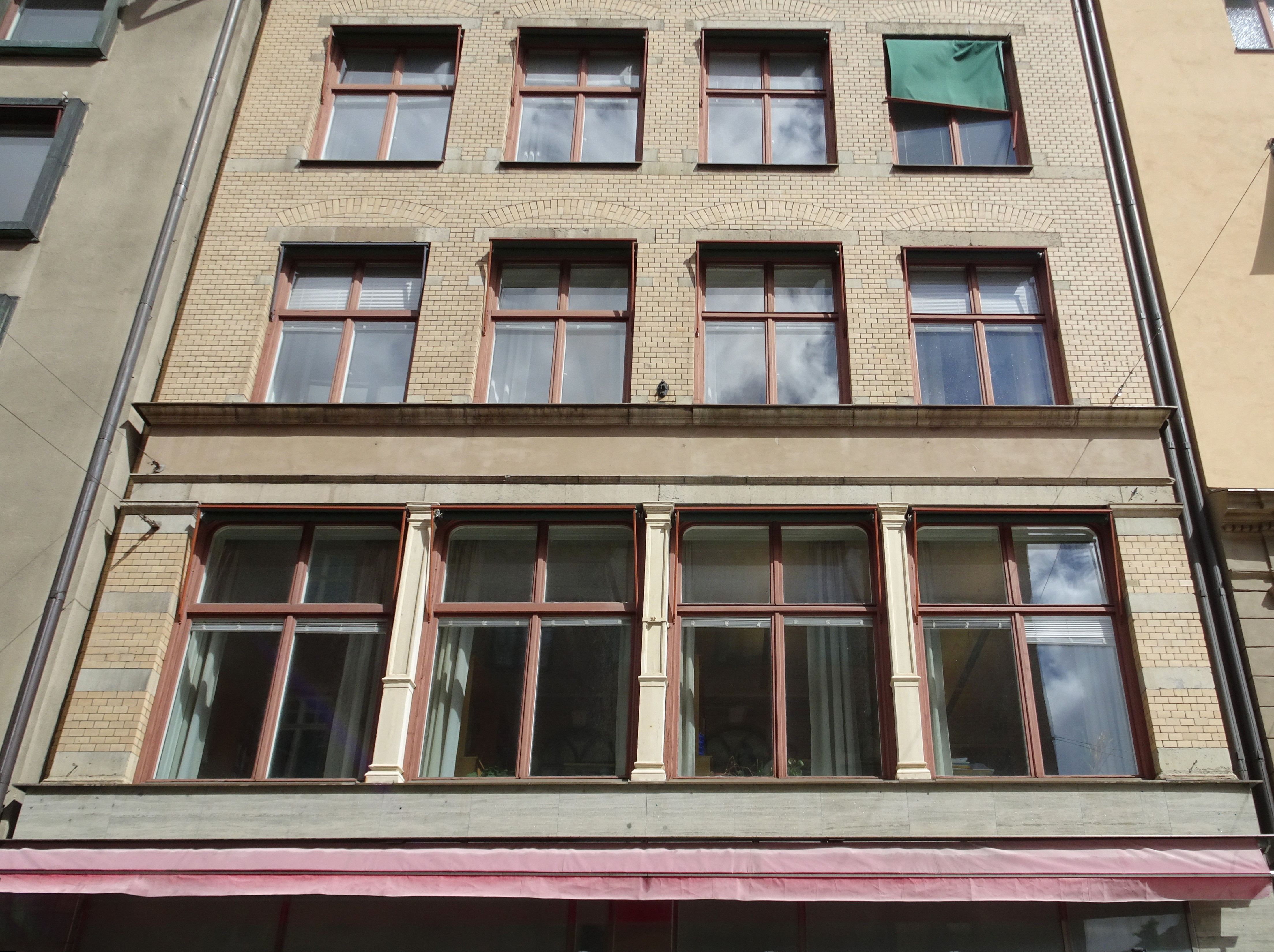
Fasad mot Drottninggatan, 2020.

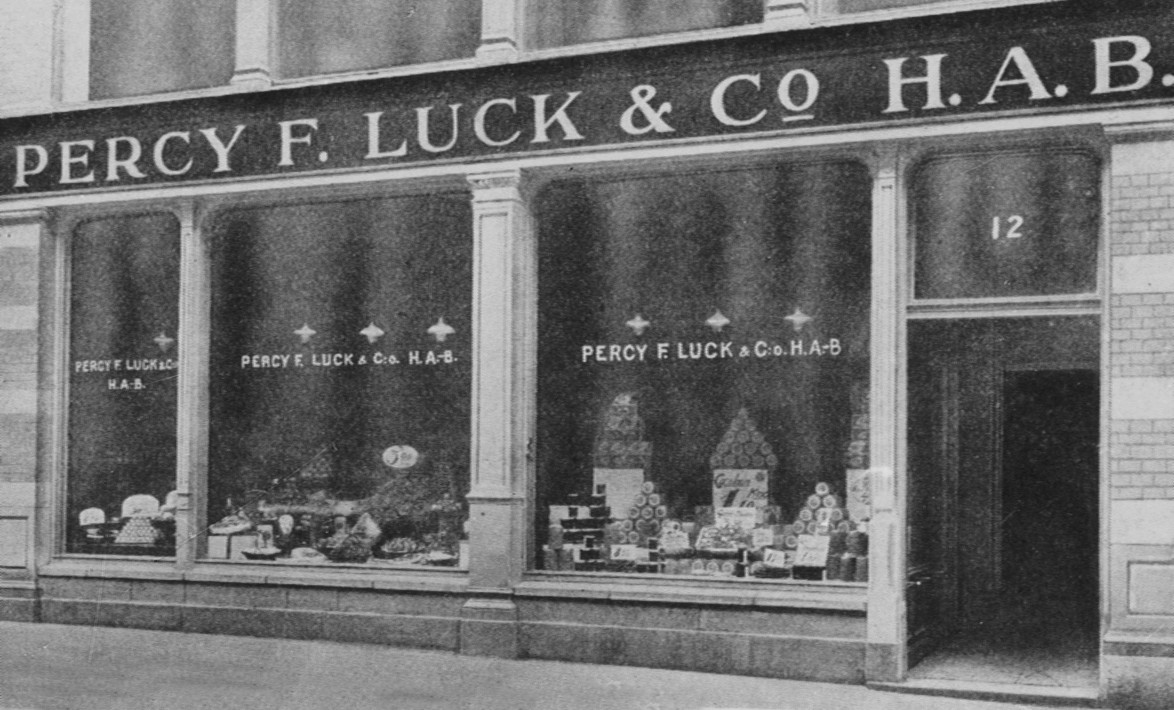
Percy Lucks huvudaffär, 1925.

Innan nuvarande hus uppfördes fanns på den smala fastigheten Brunkhuvudet 3 mitt på kvarterets västra sida ett bostadshus, uppfört 1752. Troligen fanns här en ännu äldre bebyggelse som förstördes i samband med Klarabranden 1751.
Uppdragsgivare för nuvarande byggnad var körsnärsfirman Forsell D. Söner & Co som anlitade byggmästaren Lars Östlihn att bygga huset och bröderna Axel och Hjalmar Kumlien att rita den nya byggnaden, därav namnet Kumliens hus. De ritade en saklig byggnad med en enkelt dekorerad fasad bestående av kalksten och ljust, gulfärgat tegel. Huset domineras av de stora skyltfönstren i två våningar. Arkitekturen var ny för slutet av 1800-talet och det kan sägas att Kumliens hus blev ett av Stockholms första renodlade kontors- och affärshus. 
Bland butiksvåningens första hyresgäster fanns  Percy F. Luck & C:o H.A.B. som från sekelskiftet 1900 och fram till 1970-talet hade sin huvudaffär för delikatesser, te och kaffe i bottenvåningen. Byggnaden förvärvades 1979 av staten genom Statens Fastighetsverk och byggdes om för i första hand Regeringskansliet.